# Ozero Obabje
Ozero Obabje (ryska: Озеро Обабье) är en sjö i Belarus.   Den ligger i voblasten Vitsebsks voblast, i den norra delen av landet, 210 km norr om huvudstaden Minsk. Ozero Obabje ligger 128 meter över havet. Arean är 0,70 kvadratkilometer. Den sträcker sig 1,3 kilometer i nord-sydlig riktning, och 1,5 kilometer i öst-västlig riktning.
I omgivningarna runt Ozero Obabje växer i huvudsak blandskog. Runt Ozero Obabje är det glesbefolkat, med 16 invånare per kvadratkilometer.